# Włoska Federacja Szachowa
Włoska Federacja Szachowa (wł. Federazione Scacchistica Italiana, w skrócie FSI) – organizacja sportowa, zajmująca się szachami we Włoszech, powołany do życia 20 września 1920 roku. Jest członkiem Włoskiego Narodowego Komitetu Olimpijskiego (CONI) oraz Międzynarodowej Federacji Szachowej (FIDE).
Od swojego powstania Federacja organizuje mistrzostwa Włoch w szachach.

## Tytuły i kategorie
Federacja wyróżnia następujące tytuły oraz kategorie szachowe.
- Tytuły sportowe
  - Mistrz (M) (2200-2299)
  - Kandydata na mistrza (CM) (2000-2199)
- Kategorie krajowe
  - Pierwsza kategoria krajowa (1N) (1800-1999)
  - Druga kategoria krajowa (2N) (1600-1799)
  - Trzecia kategoria krajowa (3N) (31500-1599)
- Kategorie społeczne
  - Pierwsza kategoria społeczna (1S) (1470-1499)
  - Durga kategoria społeczna (2S) (1460-1469)
  - Bez klasyfikacji (NC) (1440)
- Tytuły i kategorie szachowe ustanowione przez FIDE:
  - Arcymistrz (GM) (2500-...)
  - Mistrz międzynarodowy (IM) oraz arcymistrzyni międzynarodowa (WGM) (2400-2499)
  - Mistrz FIDE (FM) oraz mistrzyni międzynarodowa (WIM) (2300-2399)
  - Kandydat na mistrza FIDE (CM) (2200-2299)
  - Mistrzyni FIDE (WFM) (2100-2299)
  - Kandydatka na mistrzynię FIDE (WCM) (2000-2099)